# Éditions Saint-Germain-des-Prés
 (novembre 2024).
 (novembre 2024).
Si vous disposez d'ouvrages ou d'articles de référence ou si vous connaissez des sites web de qualité traitant du thème abordé ici, merci de compléter l'article en donnant les références utiles à sa vérifiabilité et en les liant à la section « Notes et références ».
Les Éditions Saint-Germain-des-Prés sont une maison d'édition fondée par Jean Breton en 1966 et active jusqu'en 1997. Elles ont essentiellement publié de la poésie du courant « poésie pour vivre », se voulant en réaction contre l'intellectualisme dominant dans ce genre à cette époque.
Parmi les auteurs publiés : Bruno Marascotti, Esther Granek, Jean Rousselot, Jean Orizet, Marie Botturi, Adela Popescu, Alain Fletour, Daniele Rosadini, Lucie Albertini, Marie-Christine Brière, Jean Prestat, Jean-Paul Klée, Claude Millet, Robert Giroux, Paul Mari, Jeanine Moulin, Patrick Baudry, Valerie Rouzeau, Hamadoun Ibrahima Issébéré, Guy Bellay, Renée Brock, Serge Brindeau, Richard Rognet, Ousmane Sow, Michel Deville, Marc Baron, Michel Rezé, Philippe Pichon (son premier recueil), Maria Banus, Marie Gémeaux (A l'ombre où le soleil enchante, Collection « la poésie la vie », 1977 ; Méli-Mélo Dires... et autres maliceries à petits pois, Collection l'Enfant-Roi, 1985), Oleg Ibrahimoff, etc..